# Barry Levinson
Barry Levinson (rođen 6. travnja 1942. u Baltimoreu, Maryland), američki scenarist, filmski redatelj, glumac i filmski i televizijski producent. Dobitnik je Oscara za najboljeg redatelja za film Kišni čovjek.
Nakon odrastanja u Baltimoreu i mature u srednjoj školi Forest Park, Levinson je pohađao sveučilište u  Washingtonuu prije nego što se preselio u Los Angeles kako bi radio kao glumac i pisac. Prvi scenarij mu je bio za varijetee kao što su The Marty Feldman Comedy Machine, The Lohman and Barkley Show, The Tim Conway Show i The Carol Burnett Show.
Nakon početnih uspjeha kao scenarist ( Nijemi film, 1976., Visoka napetost (u kojem se pojavio u epizodnoj ulozi kao hotelski poslužitelj), 1977., ...I pravda za sve (1979.), počeo je svoju redateljsku karijeru s filmom  Restoran (1982.), za koji je i napisao scenarij, što mu je donijelo nominaciju za Oscara za najbolji originalni scenarij. Restoran je bio prvi iz serijala filmova radnjom smještenih u Baltimore iz Levinsonove mladosti. Ostali filmovi iz ove serije bili su Trgovci bez srama (1987.), s  Richardom Dreyfussom i  Dannyjem DeVitom,  imigrantska obiteljska saga s prijelaza stoljeća Avalon (u kojem se u jednom od prvih nastupa pojavio Elijah Wood), kao i Priča iz Baltimorea. Sva četiri filma je režirao i napisao sami Levinson; zadnja dva filma je i producirao.
Njegov najveći hit, i kritički i financijski, bio je Kišni čovjek (1988.) s  Dustinom Hoffmanom i  Tomom Cruiseom (u kojem se pojavio kao neprijateljski nastrojen liječnik). Film je osvojio četiri Oscara, uključujući onaj za režiju za Levinsona. Drugi poznatiji filmovi su The Natural (u kojem je nastupio Robert Redford, koji će poslije režirati Kviz, s Levinsonom u ulozi Davea Garrowaya) (1984.), Dobro jutro, Vijetname (1987.) i Igračke (1992.), oba s  Robinom Williamsom, i Bugsy (1991.) s  Warrenom Beattyjem.
1997. je režirao film Predsjedničke laži s Dustinom Hoffmanom, političku komediju o ratu koji je insceniran u studiju. Bio je i nepotpisani ko-autor komedije Tootsie (1982.), u kojoj je također nastupio Hoffman.
Levinson se udružio s producentom Markom Johnsonom kako bi osnovao produkcijsku kuću Baltimore Pictures, ali se dvojac 1994. razišao.
Osim vlastitih produkcija, bio je producent ili izvršni producent na velikim produkcijama kao što su Oluja svih oluja (redatelja  Wolfganga Petersena, 2000.), Analiziraj ono (2002., s  Robertom De Nirom kao neurotičnim mafijaškim bossom i  Billyjem Crystalom kao njegovim terapeutom), i Opsjednutost (2002., temeljen na popularnom romanu A.S. Byatta). Osim toga, s Tomom Fontanom je osnovao televizijsku produkcijsku kompaniju (The Levinson/Fontana Company) te se pojavio kao izvršni producent na nekoliko serija, kao što su Homicide: Life on the Street (koja se prikazivala na NBC-u od 1993. do 1999.) i HBO-ova zatvorska drama  Oz.
Levinson se 1975. oženio s kolegicom scenaristicom Valerie Curtin. Razveli su se sedam godina kasnije. Poslije se oženio s Diannom Rhodes koju je upoznao dok je snimao Restoran.

## Filmografija
- Restoran (1982.)
- The Natural (1984.)
- Mladi Sherlock Holmes (1985.)
- Trgovci bez srama (1987.)
- Dobro jutro, Vijetname (1987.)
- Kišni čovjek (1988.)
- Avalon (1990.)
- Bugsy (1991.)
- Igračke (1992.)
- Jimmy Hollywood (1994.)
- Razotkrivanje (1994.)
- Vrijeme osvete (1996.)
- Predsjedničke laži (1997.)
- Sfera (1998.)
- Priča iz Baltimorea (1999.)
- Smiješni rat u Belfastu (2000.)
- Banditi (2001.)
- Najbolji neprijatelji (2004.)
- Slučajni predsjednik (2006.)
- Pikantne hollywoodske priče (2008.)

## Vanjske poveznice
- Službena stranica  Arhivirana inačica izvorne stranice od 29. kolovoza 2005. (Wayback Machine)
- Barry Levinson u internetskoj bazi filmova IMDb-u (engl.)